# 德富士
德富士牧师（Francis Ward Davis；1857年9月8日—1900年7月31日）美国公理会传教士，1900年在中国山西殉道。
1857年9月8日，出生于美国。1889年6月，毕业于欧柏林学院。同年9月和妻子一起受美国公理会差遣，前往中国传教，驻山西太谷。
1900年7月，义和团包围了太谷南街的传教站大院福音院。1900年7月31日，一群义和团攻入福音院，放火烧房，德富士牧师和其他五位美国公理会传教士——来浩德牧师（Dwight Howard Clapp；1848－1900）、来浩德师母（Mary Jannie Clapp）、卫禄义牧师（George Louis Williams）、贝如意姑娘（Susan Rowena Bird）、露美乐姑娘（Mary Louise Partridge），同时在山西太谷南街福音院殉道。德富士牧师时年42岁。
1903年，在欧柏林学院的校园里，建立了纪念在中国山西殉道的欧柏林学生志愿传道团传教士的纪念拱门。1908年，成立了铭贤社（欧柏林山西纪念协会，Oberlin Shansi Memorial Association）。在欧柏林学院的帮助下，欧柏林毕业生孔祥熙在太谷在赔偿给公理会的土地上，开设了铭贤学院。1949年后，铭贤学院改为山西农业大学。